# Lou Harrison
Lou Harrison (14. maj 1917 i Portland , Oregon – 2. februar 2003 i Lafayette , Indiana ) var en amerikansk komponist.
Han var en ivrig forkæmper for bl.a. Ives' musik, som han selv rekonstruerede[?] og dirigerede.
Tolvtonemusik og europæisk barok præger hans musik, men blandingen konstituerer en egen stil.
Han fokuserer på melodisk og rytmiske aspekter i sin musik, idet harmonik og kontrapunkt ikke interesserer ham synderligt.
Han har bl.a. skrevet 4 Symfonier , og en masse orkester musik , med Balinesisk inspiration.

## Udvalgte værker
- Symphony på G (nr. 1) (1947) - for orkester
- Symfoni nr. 2 "Elegisk" (1942) - for orkester
- "Suite fra ægteskab ved Eiffeltårnet" (1961) - for orkester
- "Musik" (1967) - for violin med forskellige instrumenter, europæisk, asiatisk og afrikansk, strygesolo og orkester
- Symfoni nr. 3 (1982) - for orkester
- Klaverkoncert (1983–1985) (Dedikeret til Keith Jarrett) - for klaver og orkester
- Symfoni "Sidste Symfoni" (nr. 4) (1990, rev. 1995) - for fortæller og orkester